# 歐洲知識經濟與管理學院
歐洲知識經濟與管理學院，或稱SKEMA商學院（School of Knowledge Economy and Management的縮寫），是法国的一所商学院。由里爾高等商學院（Groupe ESC Lille，成立於1892年）和尼斯高等商學院（CERAM Business School，成立於1963年）在法國政府和法國教育部的支持下，於2009年成功合併而成，合併後的歐洲知識經濟與管理學院成為全法國規模最大的商學院，擁有人數最多的在校生及畢業校友，以及最多的常任教授。
歐洲知識經濟與管理學院在全球各地共有七個校區，分別位於法國、美國、中國和巴西和2019年成立的南非校區。該校提供學士、 碩士、 工商管理碩士(MBA)、博士和各種客製化高階主管培訓課程（奢侈品牌課程、EMBA等），課程涵蓋金融、行銷、人力資源、會計、經濟、項目管理、物流管理等多個領域。

## 歷史

### 法國里爾高等商學院
- 1892年，由里爾工商會創建。
- 1937年，里爾工商會關閉了學院。
- 1946年，在里爾科學院的幫助下恢復教學。
- 1995年，在里爾創建學校。
- 2005年，里爾校區擴建3000平方公尺。
- 2006年，獲得EQUIS（歐洲質量發展系統）認證。
- 2007年，合併ESA研發中心與ESC里爾研發中心，成立里爾高等商學院管理研發中心。

### 尼斯高等商學院
- 1963年，里維艾拉工商會創建於尼斯市中心。
- 1978年，改名為CERAM（應用管理研究和教育中心），並於索菲亞∙安提波利斯科技園(Sophia Anti-polis)建立新校區。
- 2006年，創辦戰略顧問委員會和科研顧問委員會。
- 2007年，獲得EQUIS（歐洲質量發展系統）認證與AACSB（國際商學院促進協會）準認證。
- 2008年，設立巴黎校區；創建國際顧問委員會；建成索菲亞的新學生公寓，包含一個2000平方公尺的學生中心。
- 2009年，在中國江蘇省蘇州市設立校區。

### 兩校合併
- 2009年7月30日，法國蔚藍海岸省工商會管理委員會投票通過後，里爾高等商學院與尼斯高等商學院宣佈在法國歷史上首次進行獨立商學院合併。
- 2010年6月，舉辦第一屆畢業生典禮。
- 2010年9月，設立美國羅里校區。
- 2011年1月，設立中國蘇州校區。
- 2011年12月，再次獲得EQUIS（歐洲質量發展系統）認證。
- 2013年4月，法國校區獲得ISO9001品質系統認證。
- 2014年1月，獲得AACSB（國際商學院促進協會）認證。
- 2014年12月，獲得EQUIS（歐洲質量發展系統）最高級別五年期再認證，為世界第69所獲得EQUIS五年期再認證的商學院。

## 校區
SKEMA商學院目前在全球已開設七個校區：
- 法國
  - 巴黎
  - 里爾
  - 索菲亞-安提玻利
- 中國
  - 蘇州
- 美國
  - 北卡羅來納州羅里
- 巴西
- 美景市

## 排名

### 國際排名

#### 管理學碩士(Master In Management, Grande École programme)
- 金融時報 (Financial Times)2014：全球排名第28。[1][需要第三方來源]

#### 國際理學碩士 (Master of Science; MSc)
- 金融市場與投資(MSc in Financial Markets and Investments)

金融時報 (Financial Times)2014：全球排名第6。
- 專案管理與商務拓展(MSc Project and Programme Management)

教育世界 2013-14：全球排名第13。
- 國際商務(MSc International Business)

教育世界 2013-14：全球排名 第25。

#### 高階主管培訓—客製化課程(Executive Education - Customised programmes)
金融時報(Financial Times) 2014：全球排名第80。

### 法國排名

#### 總排名
- Le Point （觀點報）2014：法國排名第8。
- Le Figaro （費加洛日報）2014：法國排名第10。
- L'étudiant （學生指南雜誌）2014：國際化程度排名第1，畢業生最高薪水排名第6（奢侈品行業排名第6，審計行業排名第4），學術排名位列第10，企業關係排名第10，畢業生滿意度排名第10。

#### 管理學碩士課程(Master In Management, Grande École programme)
- Le Parisien (巴黎人時報) 2014：法國排名第7。
- Challenges (法國國家雜誌) 2013：法國排名第8。
- Le Point (觀點報) 2014：法國排名第8。
- Le Figaro (費加洛日報) 2014：法國排名第10。
- L'étudiant (學生就業指南雜誌) 2014：學術排名第10，企業關係排名第10。
- SMBG（法國教育專案排名公司） 2014-2015: 法國排名10。

#### 國際理學碩士 (Master of Science; MSc)
- 國際商務課程(MSc International Business)，Le MOCI 2014（法國貿易導報）： 法國排名第1。
- 國際市場行銷課程 (MSc International Marketing & Business Development)，Le MOCI 2014（法國貿易導報）：法國排名第4。
- 项目管理與商務拓展課程(MSc Project and Programme Management and Business Development)，S.M.B.G 2013-14（法國教育專案排名公司）： 法國排名第3。

#### 專業碩士(Specialised Masters)
- 專案管理(MS Management des Projets et Programmes)，S.M.B.G （法國教育專案排名公司）2013-14：法國排名第3。
- 直銷與電子商務(MS Marketing Direct et Commerce Electronique)，S.M.B.G （法國教育專案排名公司）2013-14：法國排名第4。
- 國際資產管理(MS Ingénierie et Gestion Internationale de Patrimoine)，S.M.B.G（法國教育專案排名公司） 2013-14: 法國排名第8。

## 認證

### 國際認可
- 歐洲管理發展基金會(European Foundation for Management Development)授予的EQUIS（歐洲質量發展系統）最高級別5年期再認證。
- AACSB（國際商學院促進協會）認證。
- 工商管理硕士协会AMBA认证。
- 專案管理協會®認可的全球專案管理教育認證中心®（GAC®）。
- ISO 9001和ISO14001認證。

## 傑出校友
- Alain Dinin, 法國房地產開發商 Nexity執行長。
- Alexia Dalmasso, 法國時尚品牌伊夫聖洛朗(YSL)男裝部總裁
- Arnaud Boussemart, 法國國際會計諮詢公司瑪澤(Mazars)日本區總裁
- Bruno Luisetti, 美商卡夫食品(Kraft Foods)法國區執行長。
- Bruno Vercelli, 前蘋果電腦(Apple)法國區營銷主管，電子商務公司Sentinelo.com副總裁暨協同創辦人。
- Jean-Philippe Courtois, 微軟歐亞非區域執行長兼總經理。
- Jean-Christian Seguret, 酩悅·軒尼詩－路易·威登集團(LVMH)財務副總經理。
- Jean-Claude Blanc，巴黎聖日耳曼足球俱樂部執行長。
- Jacques Stern, 宜睿智慧執行長。
- Louis Robert Paul Ducruet, 摩納哥王室成員，為現任摩納哥親王阿爾貝二世之姪。
- Michaël Youn，法國演員、歌手、電台主持人。
- Yves Morieux, 波士頓諮詢公司資深合夥人暨董事總經理
- Jean Philippe Courtois (1983届MIM) 微软全球执行副总裁、全球销售、市场营销和业务运营总裁
- Regis Degelcke (1983届MIM) 欧尚集团全球首席执行官 [20]
- Mathilde Thomas (1994届MIM) 欧缇丽集团创始人
- Marianna Bonechi（2004届MSc）新资本合作伙伴副总裁
- Didier Bonnet (1983届MIM) 凯捷咨询公司高级副总裁